# Blankenheimerdorf
Blankenheimerdorf ist ein Ortsteil der Gemeinde Blankenheim (Ahr) im Kreis Euskirchen in Nordrhein-Westfalen.

## Lage
Das Dorf liegt auf einem Höhenrücken, der die Wasserscheide zwischen Ahr und Urft bildet. Westlich von Blankenheimerdorf liegt Blankenheim-Wald. Zwischen beiden Orten verläuft die Bundesstraße 51. Im Ort treffen sich die Kreisstraßen 69 und 70. Der Personenverkehr auf der Bahnstrecke Ahrdorf–Blankenheim endete 1958, bis 1980 wurde sie demontiert.

## Geschichte
Eine Römerstraße führte direkt durch den heutigen Ortsteil Blankenheimerdorf. In dem Ort wurde römisches Mauerwerk gefunden. Zur Zeit der Franken fungierte Blankenheimerdorf als Königshof. Hier hat schon Karl der Große gejagt.
Vor der Errichtung der Burg auf der Felskuppe oberhalb der Ahrquelle hieß der heutige Ort Blankenheim. Nach ihrer Fertigstellung bildete sich unterhalb der Burg ein neuer Ort, der sich „Blankenheim“ nannte, während das alte „Blankenheim“ den Zusatz „-(er)dorf“ erhielt.
Am 1. Juli 1969 wurde Blankenheimerdorf nach Blankenheim eingemeindet.

## Kirche

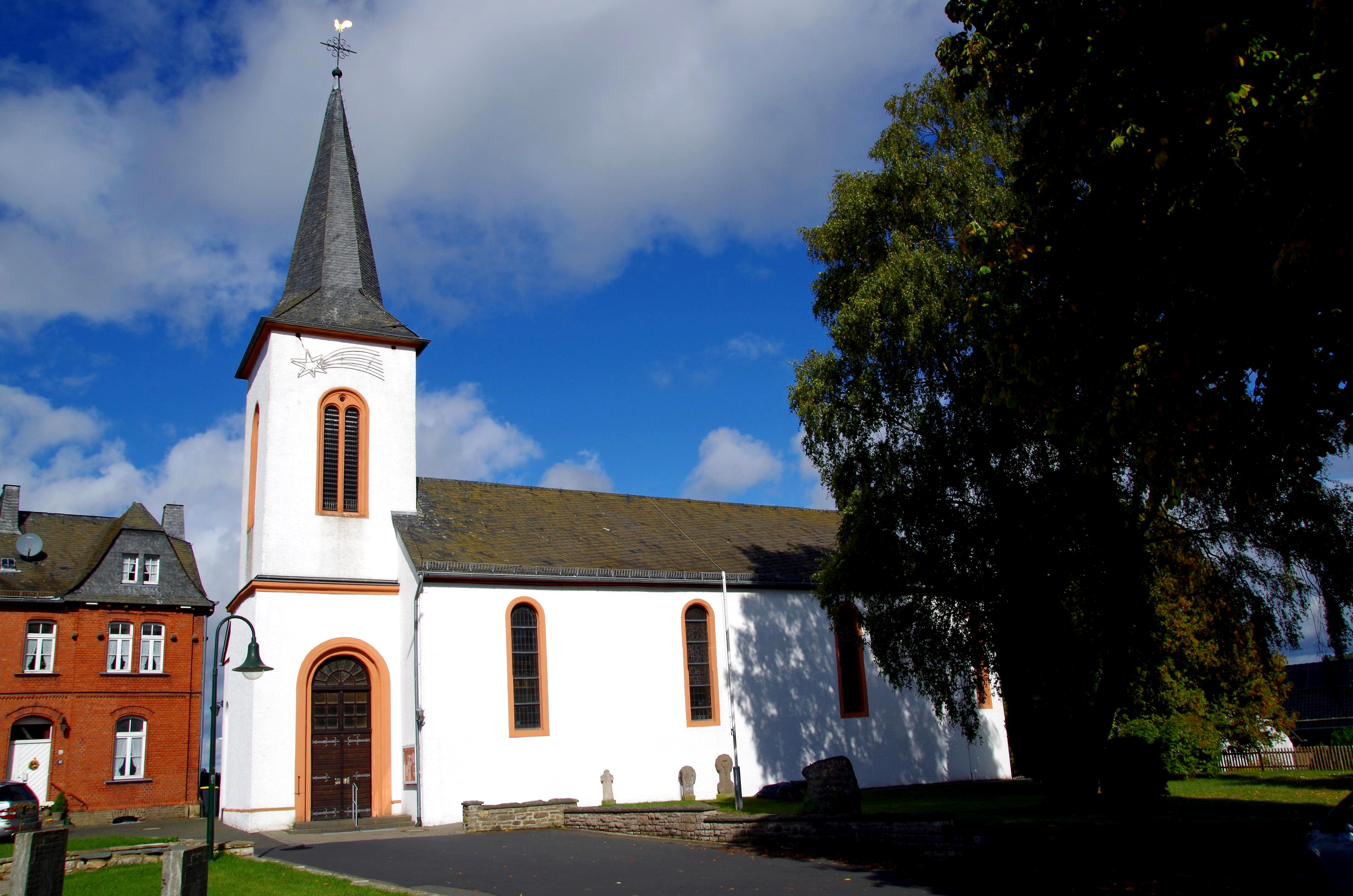
Kirche St. Peter und Paul

Die ältesten Teile der kath. Pfarrkirche St. Peter und Paul stammen von 1684.

## Verkehr

### Busverkehr
Die VRS-Buslinie 832 der RVK verbindet den Ort mit Blankenheim, Blankenheim-Wald und Ahrdorf.
| Linie | Verlauf |
| ----- | --- |
| 832   | MiKE (Blankenheim – Ahrdorf, außer im Schülerverkehr): Blankenheim (Wald) Bf – Blankenheimerdorf – Blankenheim Busbf – Blankenheim Rathaus – Reetz – Freilingen – Lommersdorf – Ahrhütte – (Dollendorf –) Uedelhoven – Ahrdorf |

### Radwege
Durch den Ort führen die Radfernwege:
- Eifel-Höhen-Route, der als Rundkurs um und durch den Nationalpark Eifel verläuft.
- Tälerroute, sie erschließt touristisch interessante Orte in Nordrhein-Westfalen auf familienfreundlicher Strecke.